# Gobionellinae

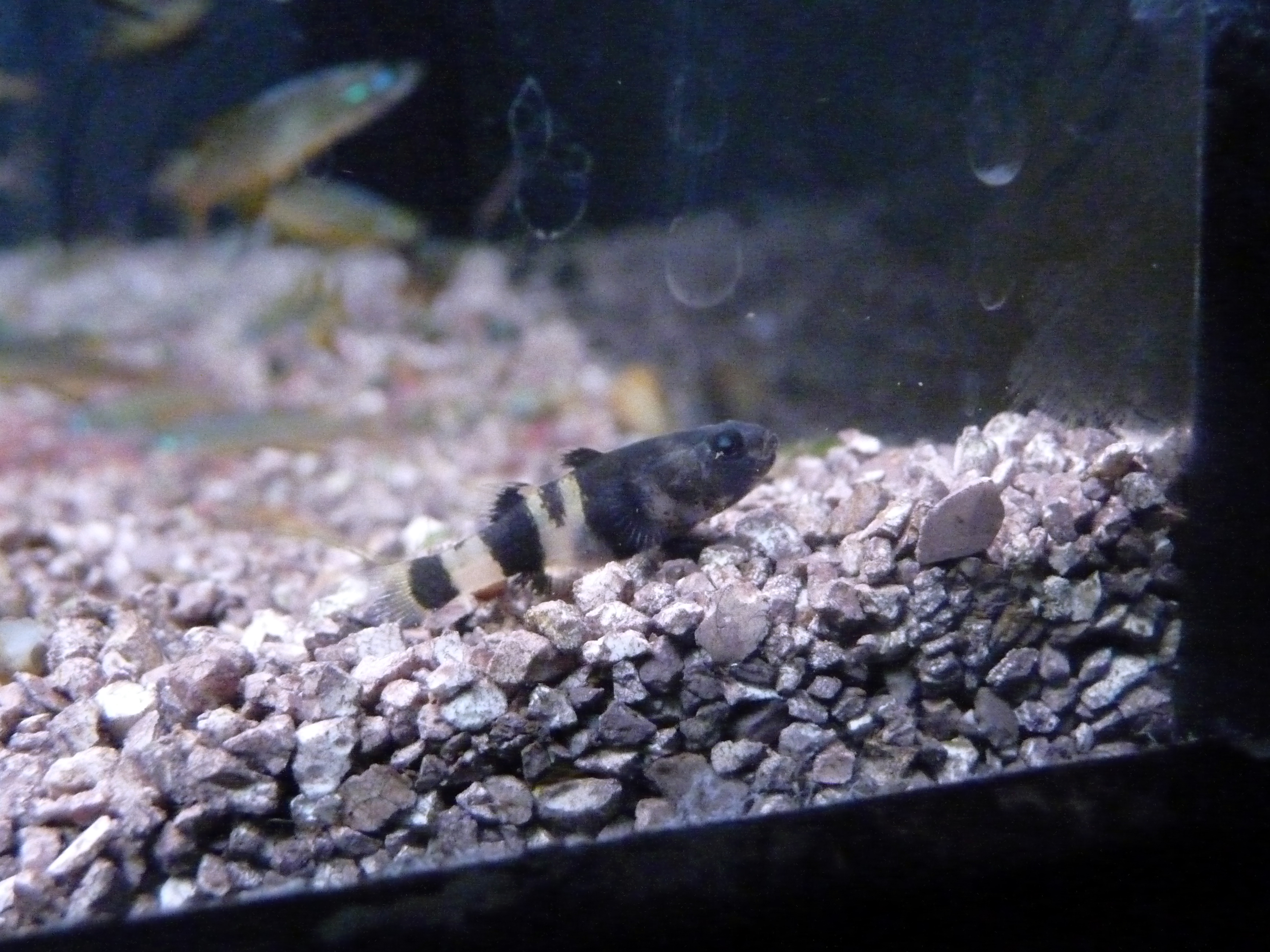
Brachygobius xanthozonus

Gobionellinae là một phân họ cá bống của họ Oxudercidae

## Các loài
- Acanthogobius
- Amblychaeturichthys
- Astrabe
- Awaous
- Brachygobius
- Caecogobius
- Calamiana
- Chaenogobius
- Chaeturichthys
- Chasmichthys
- Chlamydogobius
- Chonophorus
- Clariger
- Clevelandia
- Ctenogobius
- Eucyclogobius
- Eugnathogobius
- Eutaeniichthys
- Evorthodus
- Gillichthys
- Gnatholepis
- Gobioides
- Gobionellus
- Gobiopterus
- Gymnogobius
- Hemigobius
- Ilypnus
- Lepidogobius
- Lethops
- Leucopsarion
- Luciogobius
- Mistichthys
- Mugilogobius
- Oligolepis
- Oxyurichthys
- Paedogobius
- Pandaka
- Papuligobius
- Parawaous
- Pseudogobiopsis
- Pseudogobius
- Pseudorhinogobius
- Pterogobius
- Quietula
- Redigobius
- Rhinogobius
- Sagamia
- Schismatogobius
- Stenogobius
- Stigmatogobius
- Suruga
- Synechogobius
- Tamanka
- Triaenopogon
- Tridentiger
- Tukugobius
- Typhlogobius